# Schießhaus (Heilbronn)

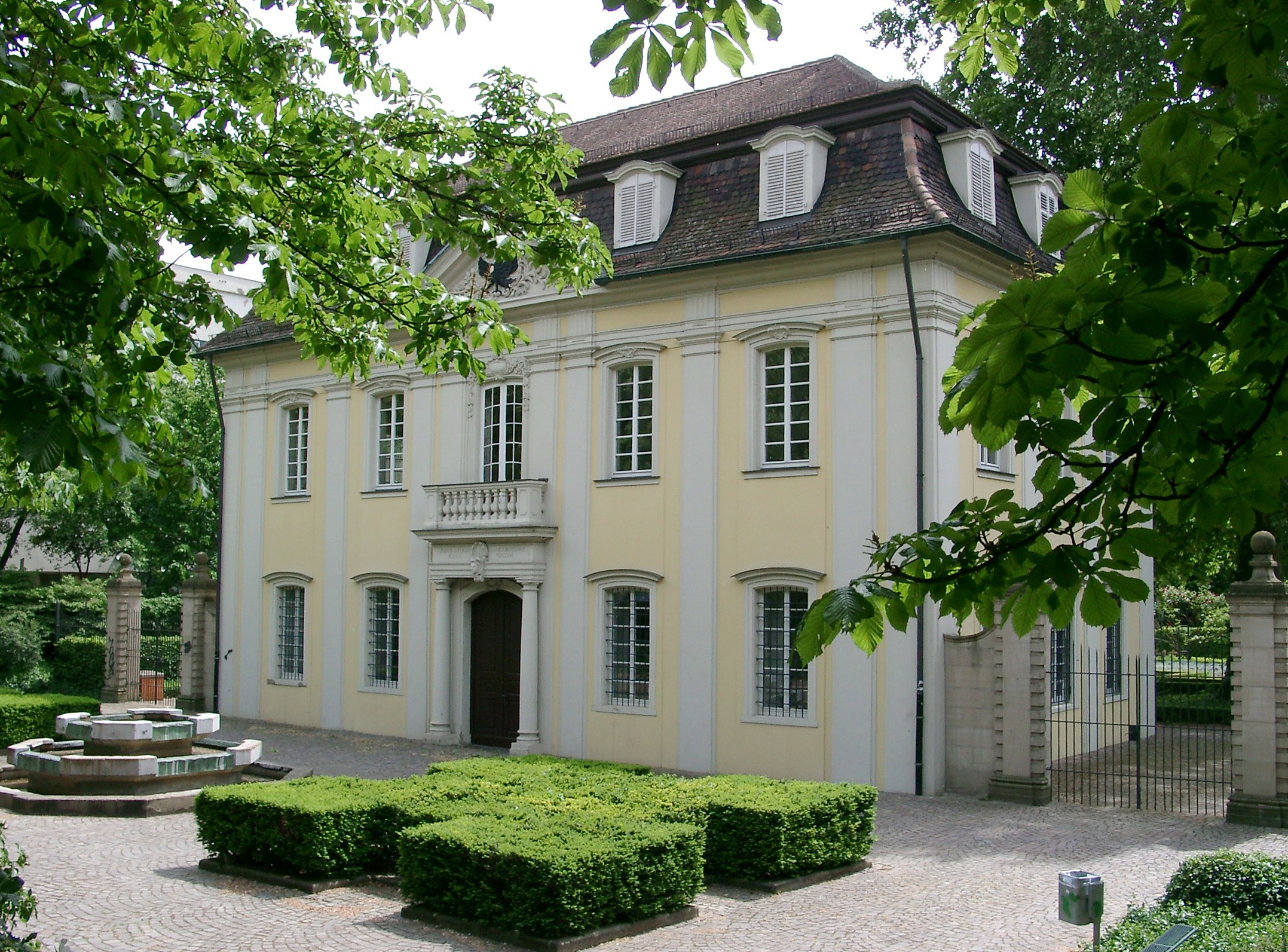
Schießhaus in Heilbronn

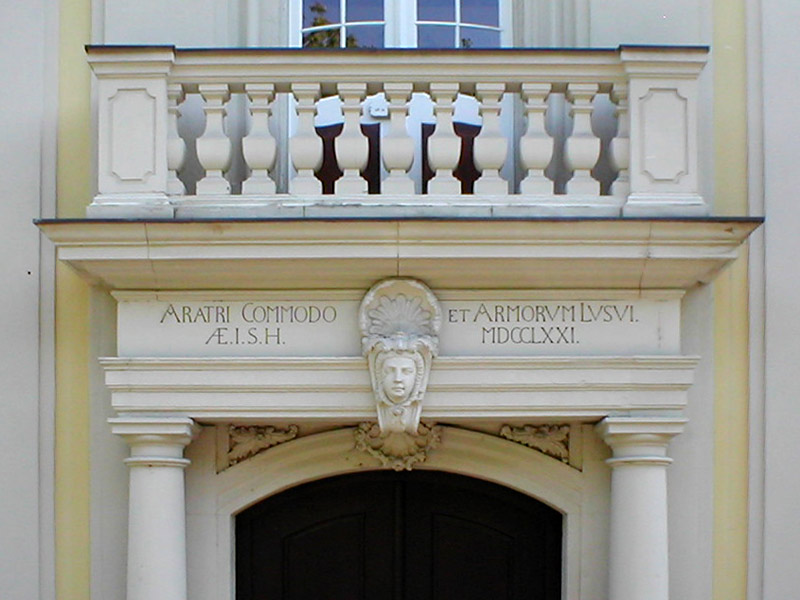
Portalinschrift mit Datierung 1771

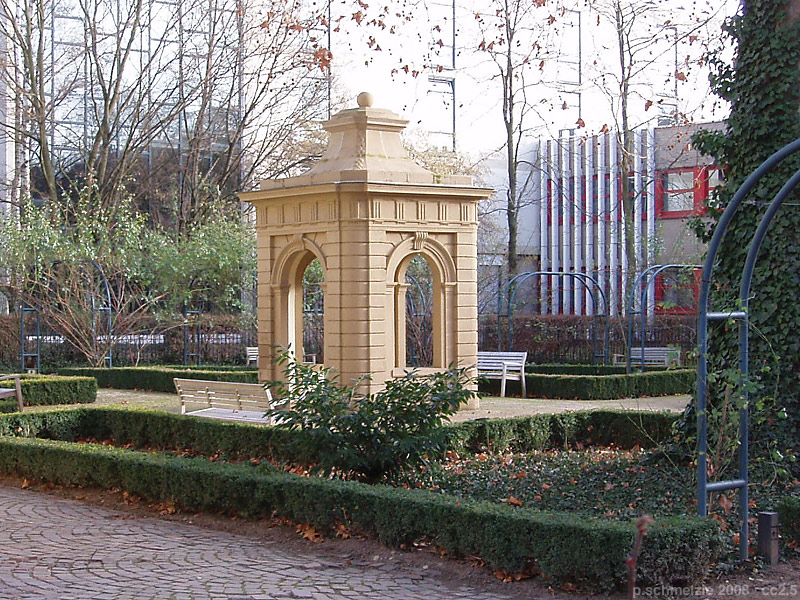
Pavillon beim Schießhaus

Das Schießhaus ist ein Rokoko-Bauwerk in Heilbronn. Den Namen Schießhaus hat das um 1770 erbaute Gebäude von seiner ursprünglichen Verwendung als Schützenhaus, es war außerdem auch das Saalgebäude des gleichzeitig begründeten Heilbronner Pferdemarkts. Das Gebäude befindet sich jeher im Besitz der Stadt Heilbronn und hat bereits unterschiedlichsten Zwecken gedient.

## Geschichte
Das Schützenwesen in Heilbronn reicht bis zum Mittelalter zurück. Bereits im 16. Jahrhundert wurden Preisschießen abgehalten und eine Schützenordnung erlassen. Das erste Heilbronner Schützenhaus lag auf dem linken Neckarufer beim Brückentor. Es wurde im Dreißigjährigen Krieg zerstört, anschließend als Lazarett wiederaufgebaut, 1667 wieder als Schützenhaus genutzt und zu Beginn des 18. Jahrhunderts erneut zerstört. Man erbaute zwar rasch ein neues Schützenhaus in der Nähe des Kranen, es fiel jedoch bereits 1734/1735 dem Ausbau der Stadtbefestigung zum Opfer.
Das heutige Schießhaus an der Frankfurter Straße lag wie schon seine Vorgängerbauten außerhalb der Stadtmauern, nämlich auf dem Festplatz Hammelwasen. Es wurde von 1769 bis 1771 unter Baurat Georg Heinrich von Roßkampff nach Entwürfen von Johann Christoph Keller als zweigeschossiger Saalbau im Stil des Rokoko erbaut. Hinter dem Gebäude legte man Schießbahnen an. Auf dem Hammelwasen fand außer Schützenfesten seit 1770 auch der Heilbronner Pferdemarkt statt.
Nach Ende der reichsstädtischen Zeit diente das Gebäude wechselnden Zwecken. 1813 war es Quarantänestation für die vom Russlandfeldzug 1812 heimkehrenden württembergischen Soldaten. 1816 war das Gelände Festplatz der Heilbronner Harmoniegesellschaft, 1827 fand dort die Heilbronner Gewerbeausstellung statt. 1840 und 1851 hielt man dort Liederfeste ab, 1846 ein Turnfest und in den Jahren 1848 und 1849 revolutionäre Volksversammlungen. 1865 wurde hier das Schießen des Neckarkreises ausgetragen, 1874 und 1888 das Württembergische Landesschießen. Im späten 19. Jahrhundert hatte sich die Stadt um das Gebäude herum nach Westen ausgedehnt, die Bahnhofsvorstadt war entstanden. Für die immer weiter reichenden Feuerwaffen der Schützen musste man anderswo größere Schießstände errichten, das Schützenhaus verlor damit seine Funktion. 1929 gab es Überlegungen, das Schießhaus abzureißen, wogegen sich die Bezirksgruppe Heilbronn des Schwäbischen Heimatbunds erfolgreich einsetzte.
Vor der Zerstörung durch den Luftangriff auf Heilbronn im Dezember 1944 und anderen Beschädigungen während des Zweiten Weltkriegs blieb das Gebäude weitgehend verschont. Das Untergeschoss beherbergte von März bis November 1946 die Redaktion der Heilbronner Stimme, später zog die Stadtbibliothek Heilbronn in das Gebäude. Der Festsaal im Obergeschoss diente in der Nachkriegszeit als Notkirche und Ratssaal.
Dieser 120 m² große Saal im Obergeschoss beeindruckt vor allem durch seine Stuckaturen. Sie wurden 1785 vom Mannheimer Stuckateur Johann Sigismund Hezel ausgeführt und zeigen die Allegorien der vier Jahreszeiten, des Handels, Handwerks, der Jagd und der Landwirtschaft. In der Supraporte sind Gemälde des Theatermalers Sebastian Holzhey aus Stuttgart enthalten, die Landschaften allegorischer Art darstellen.
Die Frankfurter Straße wurde noch im 19. Jahrhundert unter anderem aus Gründen des Hochwasserschutzes auf ein höheres Niveau verlegt. Die umliegenden Gebäude wurden alle später erbaut, deshalb scheint heute das ehemals ebenerdige Schießhaus von der Straße aus betrachtet in einer Senke zu stehen.
Der Garten hinter dem Gebäude wurde erst 1978 angelegt; von der historischen Gartenanlage um das Gebäude sind lediglich die Torpfosten und der ebenfalls aus dem 18. Jahrhundert stammende Gartenpavillon erhalten.